# 达尼斯·西维尔
达尼斯·西维尔（法語：Danis Civil，1988年5月3日—），舞者名Dany Dann，是一名法国男子霹雳舞运动员，2022年欧洲霹雳舞锦标赛男子个人金牌得主、2023年欧洲运动会男子个人金牌得主、2024年夏季奥林匹克运动会男子个人银牌得主。